# FM802
FM802는 일본의 FM방송국으로 오사카부에서 방송을 실시하고 있다.
JFL에 가맹했으며 애칭은 FM802, 콜사인은 JOFV-FM이다.

## 개요
- 「FM」을 「FUNKY MUSIC」라고 해석한 「FUNKY MUSIC STATION FM802」이라는 구호 그대로 펑키음악과 관련된 선곡이나 DJ가 집결하는 라디오 방송국으로알려져 있으며 2004년 이후에는 「MEET THE MUSIC ON THE RADIO」라는 구호도 사용하고 있다.
- 독자적인 선곡기준이 있어,특히 舊 자니즈계통(아라시, SMAP, V6), AKB48, 모모이로 클로버 Z 등의 아이돌 계통(퍼피나 퍼퓸은 방송한다.) 가수나 한류, 한국 관계(동방신기나 윤손하등)의 곡은 방송하지 않는다. 예를 들어 하마사키 아유미나 모닝구 무스메 등의 곡은 판매량과 관계없이 순위 프로그램에 집계되지 않는다. 1990년대에 큰 인기를 끈 아무로 나미에 등의 고무로 데쓰야 프로듀스 가수의 노래도 방송하지 않았다.
- JFL계열 방송국 중에서 청취율이 높은 동시에 오사카에서도 청취율이 높다.
- 후발국이었기 때문에,다른 라디오 방송국과의 차별화를 위해 18~34세의 사람들을 방송대상자로 삼았다.
- 자체 제작 프로그램을 위한 전용 이메일 주소가 존재하지 않아 사연이나 선물 응모는 기본적으로 프로그램 공식 웹사이트에서 접수하고 있지만, FAX로도 요청이 가능하다.
- 오사카에 있는 라디오 방송국 중에서 2010년 8월까지 유일하게 쇼핑 프로그램을 방송하지 않았으며 이와 더불어 유일하게 오사카의 라디오 방송국 중 아사히,마이니치,요미우리,산케이,닛케이 신문의 광고를 방송하고 있다.
- 2010년 4월부터 자회사인 802 미디어 웍스를 통해 간사이 인터미디어(FM COCOLO)의 편성 및 프로그램 제작에 어느 정도 관여하기 시작했고, 2011년 3월 일본 총무성이 미디어 독과점 방지를 위해 만들어진  메스 미디어 집중 배제 원칙의 대폭 완화를 결정하면서 방송 대상 지역에 관계없이 라디오 방송국끼리의 합병이 가능하게 되자 2012년 4월 간사이 인터미디어에서 사업을 양도받는 형태로 FM COCOLO 운영을 시작하게 되었다. 이는 일본의 지상파 민간 방송국 중 라디오 닛케이에 이어 2 번째, FM 라디오 방송국으로서는 첫 사례로 기록되었다.

## 주파수
- 오사카 본국
  - 주파수:80.2MHz
  - 출력:10kw
  - 비고:NHK 오사카FM방송국과 FM오사카와 송신소를 같이 사용

- 나카노세 중계국
  - 주파수:78.3MHz
  - 출력:10w

## 연혁
- 1988년 9월 28일 - 설립.설립 당시에는 닛폰 방송(LF)·마이니치 방송(MBS)의 지원을 받고 있었다.
- 1989년 6월 1일 - 일본 31번째 , 오사카 2번째 FM방송국으로서 본방송 개시.
- 2003년 6월 - 회사명을 주식회사 에프엠 하치마루니에서 주식회사 FM802로 변경.

## 오사카부에 있는 다른 방송국

### 텔레비전 방송국
- NHK 오사카 방송국(라디오 겸영)
- 마이니치 방송(MBS)(TV는 도쿄 방송 계열, 라디오는 JRN&NRN계열)
- 아사히 방송(ABC)(TV는 TV 아사히 계열, 라디오는 JRN&NRN계열)
- 간사이 TV 방송(KTV)(후지 TV 계열)
- 요미우리 TV 방송(ytv)(니혼 TV 계열)
- TV 오사카(TVO)(TV 도쿄계열, 오사카부만 방송구역)

### 라디오 방송국
- 오사카 방송(OBC, 애칭 라디오 오사카, NRN계열)
- FM 오사카(JFN 계열, 오사카부만 방송구역)
- 간사이 인터미디어(MegaNet 계열, 간사이 지방 일부지역이 방송구역에 포함)